# Riserva naturale integrale Grotta dei Puntali
La riserva naturale integrale Grotta dei Puntali è un'area naturale protetta situata nel comune di Carini, nella città metropolitana di Palermo.
La Riserva è stata istituita con Decreto dell'Assessore Regionale al Territorio ed Ambiente n. 795/44 del 9 novembre 2001 pubblicato dalla Gazzetta Ufficiale della Regione Siciliana n. 8 del 15 febbraio 2002.

## Territorio

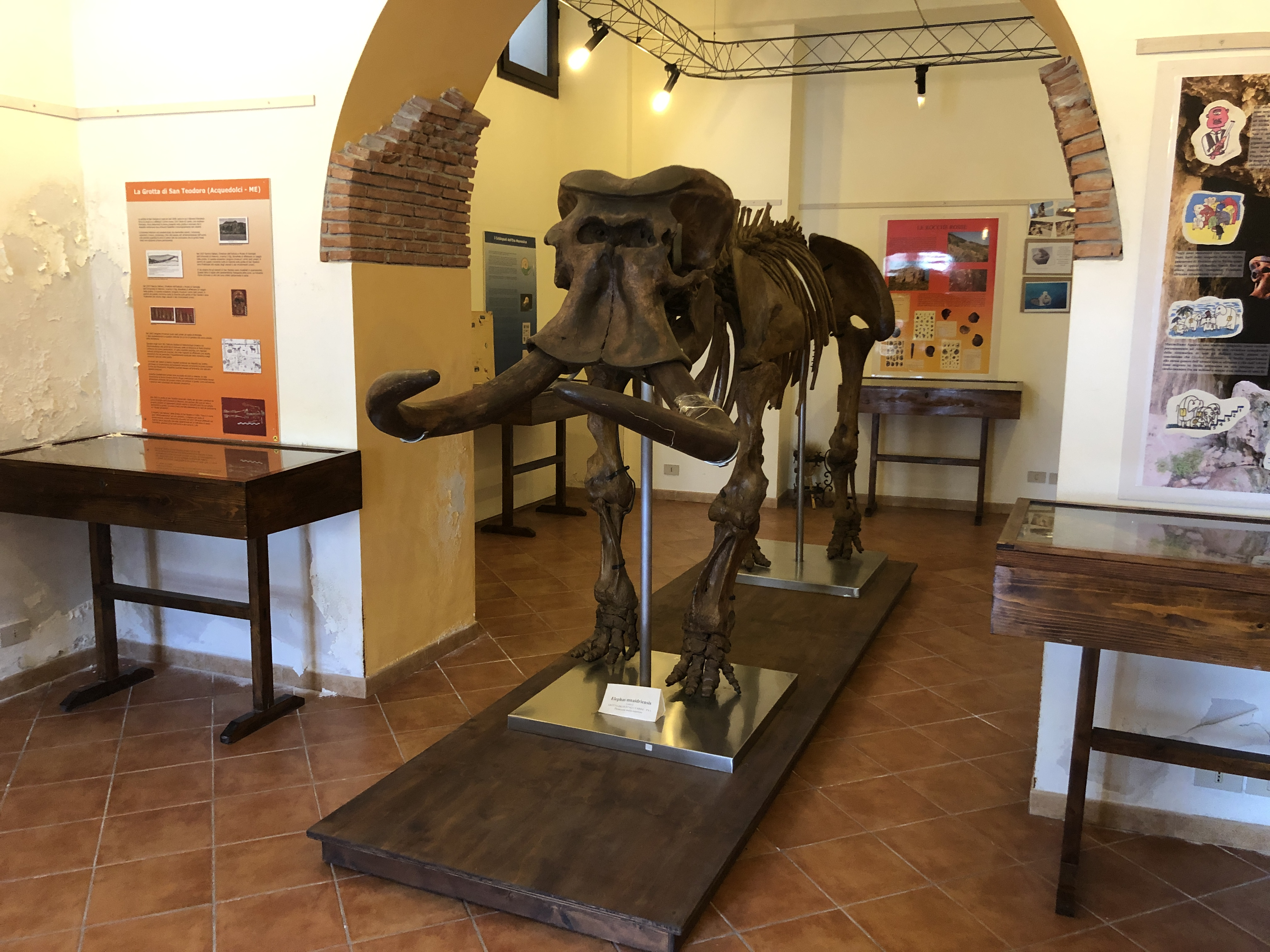
Calco di Elefants mnaidriensis proveniente dalla Grotta dei Puntali di Carini. Pleistocene medio-superiore

La Grotta dei Puntali (o grotta Armetta) si apre nella roccia calcarea mesozoica delle falde di Monte Pecoraro. Si tratta di una cavità a sviluppo prevalentemente orizzontale, di circa 110 metri di lunghezza e 15 metri di larghezza, impostata su due livelli differenti collegati da pozzi non molto profondi. La grotta è di elevato interesse paleontologico documentato da rinvenimenti che vanno dal paleolitico superiore al età del bronzo.

## Fauna
Dal punto di vista naturalistico, il sito rappresenta un'importante stazione per la sopravvivenza di una colonia polispecifica di chirotteri, annoverata nella direttiva 92/43 della CEE delle specie di interesse comunitario (in pericolo di estinzione), oggi minacciata dalla mancanza di un'adeguata salvaguardia dell'ambiente. In più, la cavità ipogea ospita una fauna cavernicola costituita da specie troglofile e troglossone e può rappresentare rifugio per diverse specie di micro e macro mammiferi e di uccelli.